# Tord Ganmark
Tord Sven Valfrid Ganmark, född 7 juli 1936, är en svensk tidigare barnskådespelare.
I vuxen ålder arbetade han bland annat som hotellchef på Lapplandia Sporthotell i Riksgränsen och på Hemavans fjällhotell.

## Filmografi
- 1947 – Kvarterets olycksfågel – Roffe
- 1949 – Pippi Långstrump – Tommy
- 1950 – Kvartetten som sprängdes – springpojke (bortklippt)